# Friedrich von Kalitsch (Forstmann)
Friedrich Hermann August von Kalitsch (* 28. Oktober 1858 in Dessau; † 8. Januar 1938 auf Gut Bärenthoren, Anhalt) war ein deutscher Forstmann. Kalitsch begründete die Bärenthorener Kiefernwirtschaft, die als Wiege des deutschen Kieferndauerwaldes gilt. Er war Kammerherr und Gutsherr auf Bärenthoren.

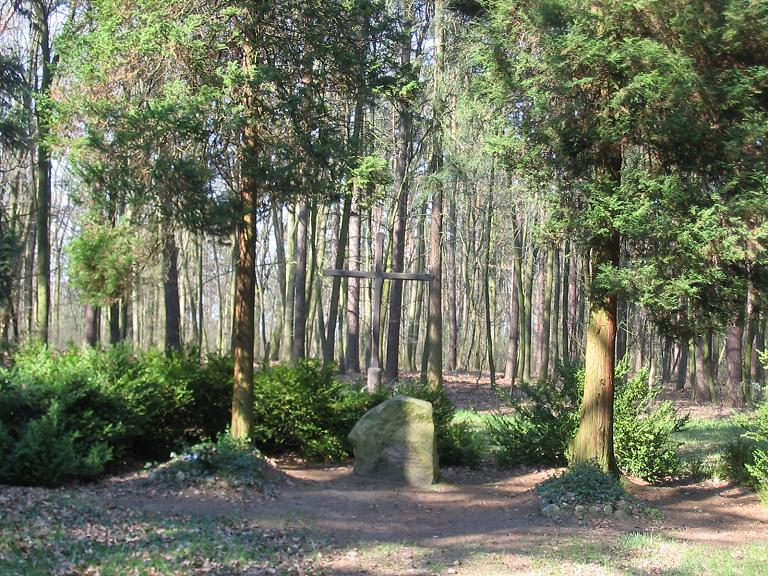
Grabstätte im Schlosspark

## Leben
Friedrich von Kalitsch war ein Enkel des gleichnamigen Kammerherrn Friedrich von Kalitsch, der am 12. Januar 1843 das ehemalige Rittergut Polenzko und Bärenthoren am Südrand des Hohen Flämings übernommen hatte. Er besuchte das Gymnasium in Zerbst und darauffolgend die Ritterakademie in Brandenburg an der Havel, wo er 1880 sein Abitur machte. 1884, formell spätestens 1891, erbte Kalitsch das Gut in Polenzko von seinem Vater Hermann von Kalitsch (1818–1891), der mit Klara Wilhelmine Christiane von Hedemann (1826–1903) verheiratet war. Zu dieser Zeit war er Königlich-Preußischer Forstassessor beim Magdeburger Forst.
Friedrich von Kalitsch heiratete am 29. September 1892 auf Gut Kutzerow (heute Ortsteil von Uckerland, Landkreis Uckermark, Brandenburg) Marie von Wedel (* 1. November 1873 in Hannover; † 20. Februar 1948 in Eimbeckhausen, Niedersachsen). Daraufhin ließ er für seine Frau und sich ein Schloss in Bärenthoren errichten. Letzter Gutsbesitzer auf Bärenthorn war übrigens der Erbe Joachim von Kalitsch (1902–1945). Bärenthorn wurde von ihm von einem Familienfideikommiss zu einem Waldgut umgestaltet. Seine Frau und sein Sohn lebten dann nach der Bodenreform in Niedersachsen.
1923 verlieh ihm die Forstliche Hochschule Eberswalde, die heutige Fachhochschule Eberswalde, für seine Verdienste die Ehrendoktorwürde. Kalitsch liegt begraben im Schlosspark Bärenthoren, den er 1920 zu einem Landschaftspark gestaltet hatte. Grabstätte und Park können besichtigt werden, während das Schloss heute ein DRK-Betreuungszentrum beherbergt.

## Werk und Bedeutung

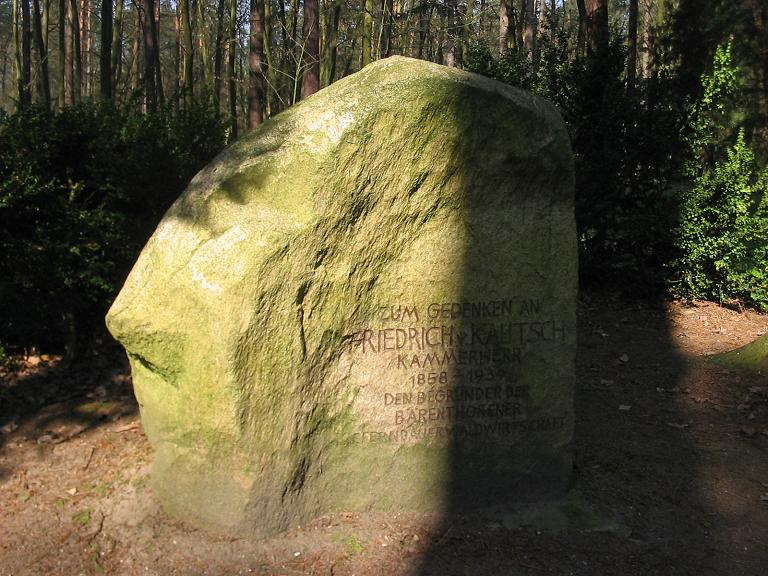
Grabstein

Kalitsch begründete 1884 die Bärenthorener Kiefernwirtschaft, die die bisherige Kahlschlagwirtschaft ablöste und als Ursprung der Kiefern-Dauerwaldwirtschaft gilt. Mit der neuen Flächenbewirtschaftung erhielt er den Waldcharakter als „umlaufendes System“.
Kalitsch war mit seiner Arbeit der Zeit weit voraus und hat noch heute Bedeutung in forstwissenschaftlichen Diskussionen. In der Fachzeitschrift AFZ/DerWald schrieb Günter Pietschmann 1999: […] geben Veranlassung der Leistung dieses Mannes zu gedenken, der wie kaum ein anderer Forstmann die Forstgeschichte durch seine Arbeit im Revier Bärenthoren in diesem Jahrhundert, insbesondere in den 20er und 30er Jahren, aber auch bis in unsere heutige Zeit beeinflusst hat.
193 Hektar des von Kalitsch'en Waldes sind heute als Waldkulturdenkmal ausgewiesen. Ein Forstlehrpfad erläutert sein Werk.